# Continental Circus
Pour plus de détails, voir Fiche technique et Distribution.
Continental Circus est un documentaire français de 102 minutes sur les courses de moto réalisé en 1969 et 1970 par Jérôme Laperrousaz. Le film est sorti en 1972 et a reçu le prix Jean-Vigo la même année pour « la qualité de sa réalisation et l'indépendance de son esprit ».
« Continental Circus » est le nom que les coureurs donnaient aux Championnats du monde de vitesse moto à cette époque. Il raconte le quotidien d'un pilote de moto privé, l'australien Jack Findlay assisté de sa compagne, Nanou, durant toute la saison 1969 du Continental Circus au guidon tout d'abord d'une 500 Matchless puis d'une Jawa 350 4 cylindres type 673 en remplacement de Bill Ivy, mort aux essais du Grand Prix d'Allemagne de l'Est en juillet 1969. La Jawa 673 est visible dans le film aux mains de Jack Findlay à partir de 1h22m40s à Imola.

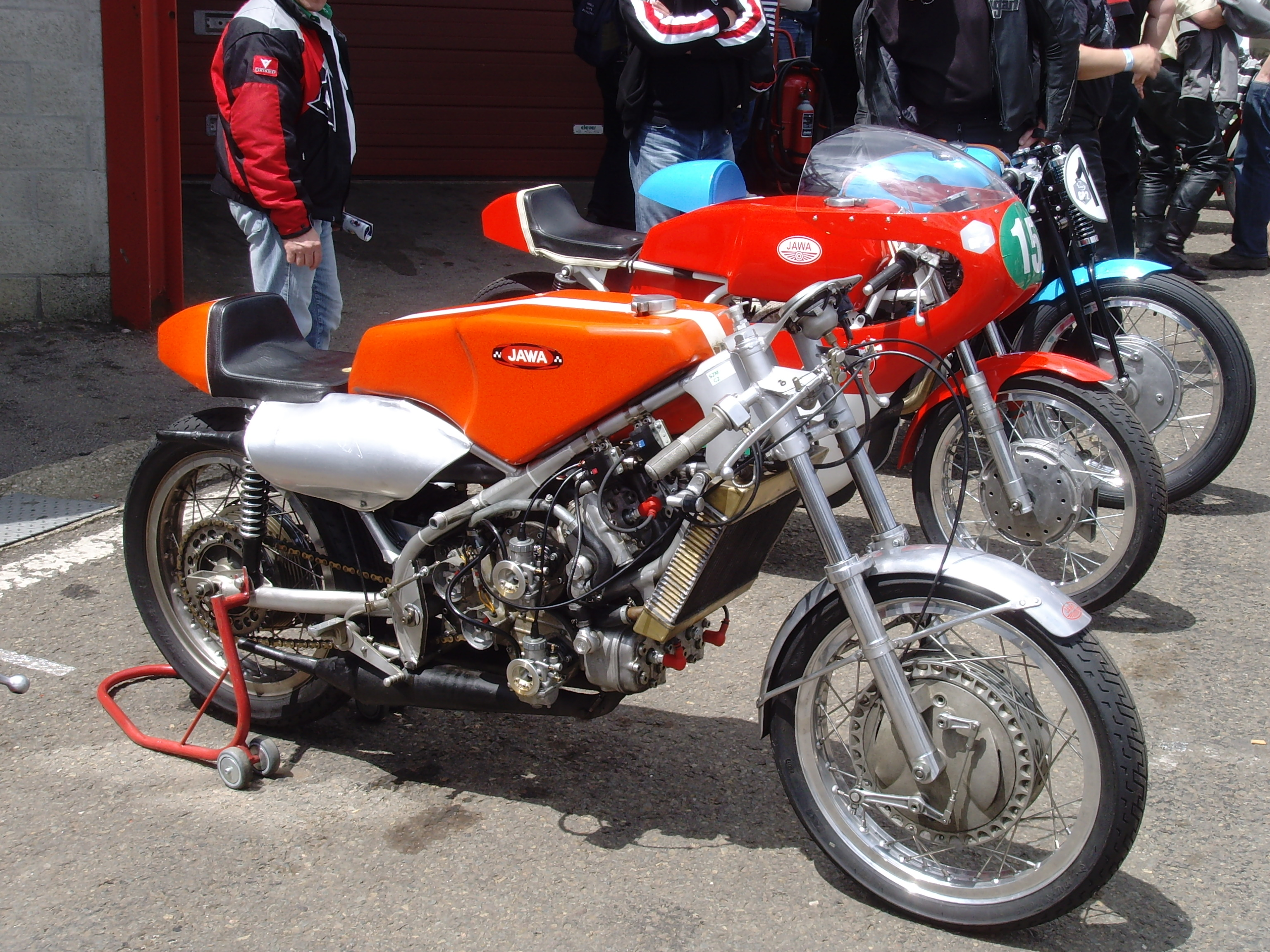
Une Jawa 350 cm³ V4 type 673 de 1969.

On découvre les principales difficultés rencontrées par Findlay et d'autres pilotes, qui sont principalement d'ordre financier. En effet les « privés » ne subsistent alors que grâce aux primes gagnées pendant les courses, et les chutes représentent la double perte financière des dégâts sur la machine et du manque à gagner de la prime (ce que Nanou explique à 1 h 11 min 30 s : « 5 semaines de convalescence, 3 grand prix, 1000 livres de perdues »). Les différences avec les pilotes d'usine, notamment le champion du monde italien Giacomo Agostini roulant pour MV Agusta, sont mises en évidences.
À l'époque le championnat du monde se déroulait entièrement en Europe, d'où l'adjectif « continental » dans l'expression qui servait à le désigner. Findlay termine finalement cinquième cette saison-là, ayant chuté trois fois et étant monté trois fois sur le podium.
La bande-son du film a été réalisée par le groupe Gong.